# Lac Ypsilon
Le lac Ypsilon (en anglais : Ypsilon Lake) est un lac américain dans le comté de Larimer, dans le Colorado. Il est situé à 3 214 mètres d'altitude au sein du parc national de Rocky Mountain. On l'atteint par l'Ypsilon Lake Trail, un sentier de randonnée inscrit au Registre national des lieux historiques depuis le 5 mars 2008.